# محبوب‌ترین‌های باب اسفنجی
محبوب‌ترین‌های باب اسفنجی (انگلیسی: SpongeBob's Greatest Hits) نام اولین آلبوم گردآوری برای دهمین سالگرد باب اسفنجی شلوار مکعبی است. این آلبوم در ۱۴ ژوئیه ۲۰۰۹ منتشر شد و در خود برخی از آهنگ‌های آلبوم‌های پیشین و نیز آهنگ‌های پخش شده در فیلم را دارد.

## فهرست آهنگ‌ها
1. SpongeBob SquarePants Theme Song
2. The Goofy Goober Song
3. F.U.N Song
4. Campfire Song Song
5. Ripped Pants
6. Where's Gary?
7. My Tighty Whiteys
8. Doing the Sponge
9. Stadium Rave
10. Goofy Goober Rock
11. The Best Day Ever
12. Idiot Friends
13. Gary’s Song
14. I Can’t Keep My Eyes Off of You
15. The Bubble Song
16. This Grill is Not a Home